# Kokamidopropil betain
Kokamidopropil betain (pogosto zapisano tudi angleško cocamidopropyl betaine, s kratico CAPB) je mešanica sorodnih organskih spojin, pridobljenih iz kokosovega olja in dimetilaminopropilamina. Komercialno je dostopen kot viskozna, bledorumena raztopina, ki se uporablja kot površinsko aktivna snov v izdelkih za osebno nego.
Kemično je sestavljen iz amidov maščobnih kislin, ki vsebujejo dolgo ogljikovodikovo verigo na eni in polarno skupino na drugi strani. To mu daje lastnosti površinsko aktivne snovi in detergenta. Je ion dvojček (zwitterion) s kvartarnim amonijevim kationom in karboksilatom.

## Proizvodnja
Kokamidopropil betain proizvajajo z dvostopenjskim postopkom, ki se začne z reakcijo dimetilaminopropilamina (DMAPA) z maščobnimi kislinami iz kokosovega ali palmovega olja, čigar glavna sestavina je metil ester lavrične kisline. Primarni amin v DMAPA je bolj reaktiven od terciarnega, zaradi česar tu poteka selektivna adicija pri nastanku amida. V drugem koraku  kloroocetna kislina reagira s preostalim terciarnim aminom in tvori kvartarni a amonijev center (reakcija kvaternizacije).
CH3(CH2)10COOH + H2NCH2CH2CH2N(CH3)2 → CH3(CH2)10CONHCH2CH2CH2N(CH3)2
CH3(CH2)10CONHCH2CH2CH2N(CH3)2  +  ClCH2CO2H   +  NaOH   →   CH3(CH2)10CONHCH2CH2CH2N+(CH3)2CH2CO2−  +  NaCl  +  H2O

## Uporaba
Je srednje močna površinsko aktivna snov, ki jo uporabljamo predvsem kot sredstvo za penjenje v šamponih in milih za roke. Poleg tega se uporablja kot emulgator in gostilo v kozmetičnih izdelkih ter antistatično sredstvo v balzamih za lase, saj manj draži kožo in sluznice kot povsem ionske površinsko aktivne snovi.
Predstavlja lahko skoraj tretjino aktivnih snovi v čistilih. Uporaba CAPB se povečuje, ker je blažji od nekaterih drugih pogosto uporabljanih surfaktantov. Leta 2002 so ga največ proizvedli v Zahodni Evropi (59.000 ton), ZDA (18.000 ton) in Aziji (10.000 ton). Približno polovica proizvedene količine gre za kozmetiko, druga polovica pa za čistila.

### Varnost
Po nekaterih indicih je CAPB alergen, kontrolirana študija pa je pokazala, da gre za reakcije draženja kože in sluznic, ne pravo alergijo. Te so v znatni meri posledica nečistoč, kot sta amidoamin (AA) in dimetilaminopropilamin (DMAPA). V koncentracijah, kakršnim so običajno izpostavljeni uporabniki, velja za varnega.